# Agou-Gadjepe
Pour les articles homonymes, voir Agou.
Agou-Gadjépé(agou gadjefe) ou Agou Gare (appelé Agou gare pour avoir abritée la gare ferroviaire sur le chemin de fer reliant Lomé a Kpalimé) est une petite ville du Togo. La ville est dirigée par le chef traditionnel honorable AYATE 3 et ses notables.
Gadjéfé est entouré de nombreuses villes et villages comme Afegame, Akoumawu, Atigbe, Klunu, Nyogbo... etc.

## Géographie
- Agou-Gadjépé est situé à environ 20 km de Kpalimé ;
- Agou-Gadjépé est le chef-lieu de la préfecture d'Agou[1] ;
- Agou-Gadjépé est situé à proximité du Mont Agou, point culminant du Togo (986 m).

## Vie économique
- Deux marchés traditionnels : le plus ancien (plus petit), au centre-ville, s'anime tous les lundis et le nouveau (plus grand), un peu au nord de la ville, s'anime les vendredis.
- un marché au fruit au bord de la voie Lomé Kpalimé a l'entrée de la ville

## Lieux publics
- École primaire publique centrale (enseignement primaire)
- Ecole primaire publique amitié Chine-Togo
- CEG Agou-Gare (enseignement secondaire, premier cycle)
- Lycée d'Agou (enseignement secondaire, second cycle)
- La poste d'Agou
- FUCEC d'Agou
- Le commissariat de police
- Le siège de la préfecture d'Agou